# جيمس فارجو
جيمس فارجو (بالإنجليزية: James Fargo)‏ هو منتج أفلام وكاتب سيناريو ومخرج أمريكي، ولد في 14 أغسطس 1938 في ريبابلك في الولايات المتحدة.

## وصلات خارجية
- جيمس فارجو على موقع IMDb (الإنجليزية)
- جيمس فارجو على موقع ألو سيني (الفرنسية)
- جيمس فارجو على موقع أول موفي (الإنجليزية)
- جيمس فارجو على موقع قاعدة بيانات الأفلام السويدية (السويدية)
- جيمس فارجو على موقع إن إن دي بي (الإنجليزية)
- جيمس فارجو على موقع قاعدة بيانات الفيلم (الإنجليزية)
- جيمس فارجو على موقع كينوبويسك (الروسية)